# Archival Disc
Archival Disc — торговая марка оптического носителя, разработанного Sony Corporation и Panasonic Corporation для длительного хранения цифровой информации. Впервые формат анонсирован 10 марта 2014 года, выпуск начат в 2015 году. Диски этого стандарта имеют устойчивость к перепадам температуры и влажности, а также к пыли и воде, обеспечивая возможность чтения информации по меньшей мере в течение 50 лет. В конечном счёте планируется довести ёмкость носителей до 1 ТБ.
Разработчики формата выпустили WhitePaper для формата с подробным описанием технологии.